# Charlie Chaplin. El geni de la llibertat
Charlie Chaplin. El geni de la llibertat (títol original en francès, Charlie Chaplin, le génie de la liberté) és un telefilm documental francès de 2020 escrit per François Aymé i Yves Jeuland i dirigit per Yves Jeuland. S'ha subtitulat al català.
Aquesta pel·lícula, que recorre la vida i la carrera del cineasta Charlie Chaplin, es va emetre per primera vegada el 6 de gener de 2021 a France 3.

## Premis i nominacions
- 2020: selecció oficial al Festival de Canes a la secció Cannes Classics.
- 2022: nominació als Premis Emmy Internacional en la categoria de millor programa artístic.[5]